# Geoffrey Soupe
Geoffrey Soupe (ur. 22 marca 1988 w Viriat) – francuski kolarz szosowy, młodzieżowy wicemistrz Europy, młodzieżowy mistrz Francji.
Jest sprinterem i specjalistą jazdy indywidualnej na czas. Zawodnik drużyny TotalEnergies.

## Najważniejsze osiągnięcia
2010
- 1. miejsce w mistrzostwach Francji do lat 23 (start wspólny)
- 2. miejsce w mistrzostwach Europy do lat 23 (jazda ind. na czas)

2011
- 1. miejsce na 1. etapie La Tropicale Amissa Bongo
- 1. miejsce na 1. etapie Tour Alsace

2012
- 3. miejsce na 2. etapie Giro d’Italia
- 5. miejsce w Tour du Doubs

2023
- 1. miejsce w La Tropicale Amissa Bongo
  - 1. miejsce w klasyfikacji punktowej
  - 1. miejsce na 2. etapie
- 1. miejsce na 7. etapie Vuelta a España

## Rankingi
| Rok             | 2010 | 2011 | 2012 | 2013 | 2014 | 2015 | 2016  | 2017  | 2018  | 2019  | 2020 | 2021  | 2022  | 2023 | 2024  |
| --------------- | ---- | ---- | ---- | ---- | ---- | ---- | ----- | ----- | ----- | ----- | ---- | ----- | ----- | ---- | ----- |
| UCI World Tour  |      |      | 197. | 225. | -    |      | -     | -     | -     |       |      |       |       |      |       |
| World Ranking   |      |      |      |      |      |      | 1682. | 1134. | 2325. | 1223. | 857. | 1988. | 2217. | 221. | 3061. |
| UCI Europe Tour | 777. | 595. |      |      |      | -    | 1522. | 780.  | 1561. | 850.  | 680. | 1346. | 1395. | 181. | -     |
| UCI Africa Tour | -    | 23.  |      |      |      | -    | -     | -     | -     |       |      |       |       |      |       |
|                 |      |      |      |      |      |      |       |       |       |       |      |       |       |      |       |
| Źródło: UCI     |      |      |      |      |      |      |       |       |       |       |      |       |       |      |       |